# ژرار دوپاردیو
ژرار ژاویر مارسل دوپاردیو (فرانسوی: Gérard Xavier Marcel Depardieu‎؛ ۲۷ دسامبر ۱۹۴۸ ‏(۷۶ سال)) معروف به ژرژ دوپاردیو بازیگر فرانسوی است. او یکی از سرشناس‌ترین هنرپیشگان سینمای فرانسه و جهان است و نقش‌های ماندگاری چون کریستف کلمب در فیلم ۱۴۹۲: فتح بهشت (۱۹۹۲) به کارگردانی ریدلی اسکات را در کارنامه خود دارد. او همچنین در مجموعه فیلم‌های آستریکس و اوبیلیکس نقش اوبیلیکس را ایفا کرده است.

## زندگی
ژرار دوپاردیو در ۲۷ دسامبر ۱۹۴۸ در شاتورو، اندر فرانسه زاده سد. او یکی از پنج فرزند آن ژان ژوزف مادر خانه‌دار و رنه ماکسیم لیونل دوپاردیو پدر آهنگر بود. پدر و مادرش هر دو در سال ۱۹۲۳ به دنیا آمدند و هر دو در سال ۱۹۸۸ درگذشتند. ژرار دوپاردیو در آپارتمانی دو خوابه در شماره ۳۹ خیابان دو مارشال-ژوفر، شاتورو، در خانواده‌ای کارگری با پنج برادر و خواهر و در فقر بزرگ شد. او بیشتر از مدرسه وقت خود را در خیابان‌ها سپری کرد و در نهایت در ۱۳ سالگی مدرسه را ترک کرد. ژرار در حالی که در مسابقات بوکس شرکت می‌کرد هم‌زمان در چاپخانه نیز کار می‌کرد. او در نوجوانی با دزدی و قاچاق انواع کالاها مانند سیگار و مشروبات الکلی برای سربازان پایگاه بزرگ هوایی آمریکا در شاتورو-دئولز گذران زندگی می‌کرد. در سال ۱۹۶۸ دوست صمیمی دوران کودکی دوپاردیو، جکی مرویل در تصادفی رانندگی کشته شد و این واقعه تأثیر عمیقی بر ژرار گذاشت.

## جایزه‌ها

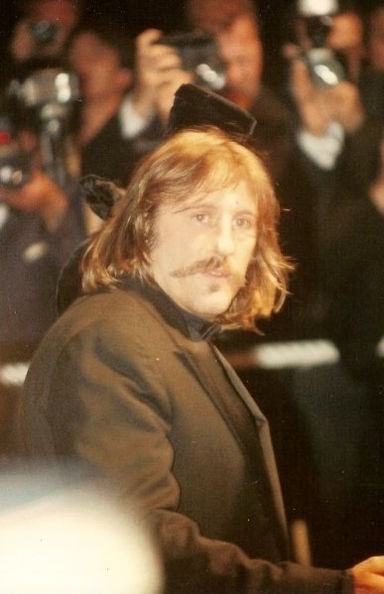
ژرار دوپاردیو در جشنواره فیلم کن ۱۹۸۹

ژرار دو پاردیو دو بار جایزه سزار و یک بار جایزه گلدن گلوب را دریافت کرده است. او در سال ۱۹۹۰ برای سیرانو دوبرژراک برنده جایزه بهترین بازیگر مرد شد. جایزه بهترین بازیگر مرد جشنواره فیلم ونیز در سال ۱۹۸۵ برای فیلم پلیس از دیگر جوایز معتبر این بازیگر است که حدود ۱۷۰ فیلم در کارنامه دارد. او تاکنون ۱۵ بار نامزد دریافت جوایز سزار شده و برای فیلم آخرین مترو (۱۹۸۰) و سیرانو دوبرژراک این جایزه را از آن خود کرده است.

## گرفتن تابعیت روسی
از سال ۲۰۱۳ در فرانسه شهروندانی که درآمد بیش از یک میلیون یورو دارند باید ۷۵ درصد مازاد درآمد خود را به عنوان مالیات به دولت بدهند. در حالی که همین میزان مالیات در بلژیک ۵۰ درصد است. به همین دلیل دوپاردیو به شهر نچین که در مرز بلژیک و فرانسه و در خاک بلژیک است نقل مکان کرد. در پی این عمل وی رئیس‌جمهور وقت فرانسه فرانسوا اولاند این عمل او را حقارت‌آمیز خواند.

دو پاردیو در واکنش به این سخن اولاند گفت: 
من فرانسه را ترک می‌کنم به این دلیل که از نظر شما افراد موفق، خلاق و با استعداد باید تنبیه شوند.
ژرار دو پاردیو برای تابعیت روسیه درخواست داد و در ۳ ژانویه ۲۰۱۳ با موافقت رئیس‌جمهور این کشور تابعیت روسیه را دریافت کرد. بر اساس بیانیه‌ای که در وبگاه کرملین منتشر شد دولت روسیه به ژرار دوپاردیو که ملیت فرانسوی خود را ترک کرده، تابعیت روسی داده است.

## اتهام تعرض جنسی
ژرار دوپاردیو در مه ۲۰۲۵ به دلیل تعرض جنسی (لمس بدون اجازه) به دو زن در هنگام فیلمبرداری فیلم کرکره‌های سبز در پاریس در سال ۲۰۲۱ به ۱۸ ماه حبس تعلیقی محکوم شد. قاضی همچنین نام دوپاردیو را به پرداخت نفری ۱۰۰۰ یورو جریمه به  هر یک از آنها محکوم کرد. پیش از آن نیز زنان دیگری وی را متهم به تعرض کرده بودند.

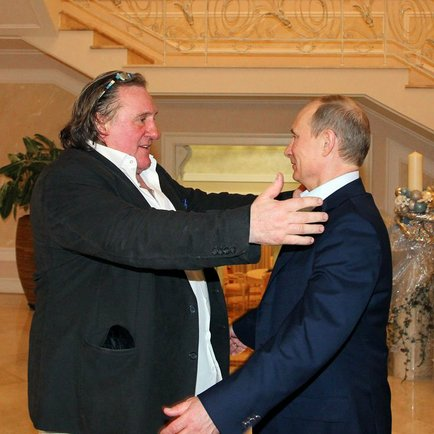
دیدار پوتین و دوپاردیو

## گزیدهٔ نقش‌آفرینی‌ها

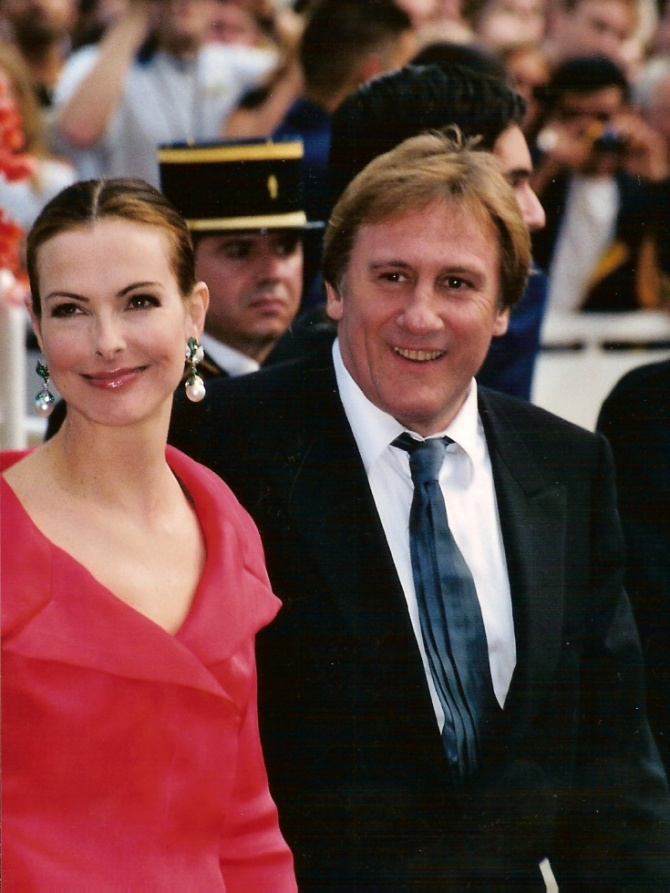
ژرار دوپاردیو با کارول بوکه در جشنواره فیلم کن ۲۰۰۱

### فیلم‌ها
- ۲۰۱۸ - گروهبان استابی
- ۲۰۱۸ - پایان جهان
- ۲۰۱۴ - به نیویورک خوش آمدید
- ۲۰۱۴ - احساسات متحد
- ۲۰۱۲ - آستریکس و اوبلیکس: خداحافظ خاک بریتانیا
- ۲۰۱۲ - زندگی پای
- ۲۰۱۰ - بعدازظهر من با مارگاریت
- ۲۰۰۸ - آستریکس در بازی‌های المپیک
- ۲۰۰۸ - بابلیون ای.دی
- ۲۰۰۴ - بانوی تفنگدار
- ۲۰۰۳ - ساکت باش
- ۲۰۰۲ - شهر ارواح
- ۲۰۰۲ - من دینا هستم
- ۲۰۰۲ - ناپلئون
- ۲۰۰۲ - آستریکس و اوبلیکس: مأموریت کلئوپاترا
- ۲۰۰۱ - ویدوک
- ۲۰۰۱ - سی‌کیو
- ۲۰۰۰ - وتل
- ۲۰۰۰ - زندگی مانند گل سرخ
- ۲۰۰۰ - ۱۰۲ سگ خالدار
- ۱۹۹۹ - آستریکس و اوبلیکس گرفتن سزار
- ۱۹۹۸ - مردی در نقاب آهنی
- ۱۹۹۶ - مأمور مخفی
- ۱۹۹۶ - قلاب ستاره‌ها را باز کنید
- ۱۹۹۵ - الیزا
- ۱۹۹۴ - پدر قهرمان من
- ۱۹۹۴ - تشریفات ساده
- ۱۹۹۲ - فتح بهشت
- ۱۹۹۱ - تمام صبح‌های جهان
- ۱۹۹۰ - سیرانو دوبرژراک
- ۱۹۸۸ - کامیل کلودل
- ۱۹۸۷ - زیر آفتاب شیطان
- ۱۹۸۵ - پلیس
- ۱۹۸۴ - فورت ساگان
- ۱۹۸۰ - آخرین مترو
- ۱۹۷۸ - دستمال‌های خود را آماده کنید
- ۱۹۷۸ - زن چپ‌دست
- ۱۹۷۶ - دوستت دارم… من هم نه
- ۱۹۷۳ - دو مرد در شهر

### سریال‌ها
- ۱۹۹۸ - کنت مونت کریستو
- ۲۰۰۰ - بینوایان
- ۲۰۱۴ - سروان مارلو